# Pakość (województwo zachodniopomorskie)
Pakość (niem. Marienberg) – wieś w Polsce położona w województwie zachodniopomorskim, w powiecie choszczeńskim, w gminie Choszczno. W latach 1975–1998 miejscowość administracyjnie należała do województwa gorzowskiego. W roku 2007 wieś liczyła 46 mieszkańców. Wieś wchodzi w skład sołectwa Sulino.

## Geografia
Wieś leży ok. 2,5 km na południe od Sulina, między Sławęcinem a Choszcznem, przy drodze wojewódzkiej nr 160.